# シルバーステート (2017年生の競走馬)
シルバーステート（Silver State、2017年2月15日 - ）は、アメリカ合衆国で生産・調教された競走馬。2021年のメトロポリタンハンデキャップ (G1) の優勝馬。
生涯成績は14戦7勝。全14戦でリカルド・サンタナ・ジュニアが騎乗した。

## 経歴
ケンタッキー州の Stonestreet Thoroughbred Holdings LLC で生産、コンサイナーの Eaton Sales で育成された。2018年のキーンランド・セプテンバー・イヤリング・セールで Winchell Thoroughbreds により 450,000 USドルで落札され、スティーヴン・アスムッセン厩舎へ入厩。
シルバーステートは2019年9月27日にチャーチルダウンズ競馬場で行われたメイドン競走（未勝利戦）でデビューし、3着馬に9+3⁄4馬身をつける競り合いの末に1着同着で勝ち上がった。続いて11月30日のアローワンス競走（条件戦）に出走し2着。
2020年の前半はフェアグラウンズ競馬場でロード・トゥ・ザ・ケンタッキーダービー対象競走に指定されているルコントステークス（1月18日、G3）・リズンスターステークス（2月15日、G2）・ルイジアナダービー（3月21日、G2）に出走し、それぞれ2着・3着・7着であった。その後半年あまりの休養ののち、10月22日にキーンランド競馬場で開催されたアローワンス競走で2勝目、11月27日にチャーチルダウンズ競馬場のアローワンス競走で3勝目を挙げた。
2021年の初戦は1月23日にオークローンパーク競馬場開催のフィフスシーズンステークス（リステッド競走）となった。シルバーステートは逃げ馬をゴール直前で交わしハナ差勝ち、3連勝でステークス競走初勝利を飾った。次走のエセックスハンデキャップでは直線で先頭に立つとそのまま押し切って勝利。4月17日に行われたオークローンハンデキャップ (G2) でも、第4コーナーで追い出されると直線で先行勢を交わして1位入線、連勝を5へ伸ばし重賞初制覇も達成した。
続いて6月5日にメトロポリタンハンデキャップ（G1、ベルモントパーク競馬場）に出走。G1馬であるニックスゴーとミスチヴィアスアレックスに次ぐ3番人気に支持された。シルバーステートは道中逃げるニックスゴーを中団から伺う形で進み、直線手前で内側からニックスゴーとミスチヴィアスアレックスを交わすと、バイマイスタンダーズの追い込みを凌いで優勝。6連勝でG1初制覇を果たし、ブリーダーズカップ・ダートマイルの出走権も獲得した。
その後、8月7日のホイットニーステークス（G1、サラトガ競馬場）では第4コーナーでニックスゴーに並びかけるも直線突き放されて3着、9月25日のパークスダートマイル（L、パークスレーシング競馬場）では後半でまくりをかけて先頭に立ったが最後マインドコントロールの差し返しを許し2着となった。
11月6日にデルマー競馬場で開催されたブリーダーズカップ・ダートマイル (G1) ではライフイズグッドから離れた2番人気に推された。しかし競走本番では道中の見せ場もなく5着に敗れた。
10月の時点でケンタッキー州のクレイボーンファームがシルバーステートの繁殖権を獲得したと報道されており、ブリーダーズカップ後に引退とクレイボーンファームでの種牡馬入りが発表された。種付け料は 20,000 USドル。

## 競走成績
以下の内容はequibase.com、レーシング・ポスト、JRA-VAN Ver.Worldによる。
| 競走日     | 競馬場             | 競走名               | 格 | 馬場・距離 （馬場状態） | 着順 | 騎手          | 着差       | 1着馬（2着馬）       | 出典          |
| ---------- | ------------------ | -------------------- | -- | ----------------------- | ---- | ------------- | ---------- | -------------------- | ------------- |
| 2019.09.27 | チャーチルダウンズ | 未勝利戦             |    | D 6+1⁄2f (Fast)         | 1着  | R.サンタナJr. | 同着       | Relentless Dancer    | [ 4 ] [ 5 ]   |
| 2019.11.30 | チャーチルダウンズ | 条件戦               |    | D 1mi (Sloppy)          | 2着  | R.サンタナJr. | ハナ       | Necker Island        | [ 6 ]         |
| 2020.01.18 | フェアグラウンズ   | ルコントS            | G3 | D 1+1⁄16mi (Fast)       | 2着  | R.サンタナJr. | 1+1⁄2馬身  | Enforceable          | [ 9 ] [ 10 ]  |
| 2020.02.15 | フェアグラウンズ   | リズンスターS        | G2 | D 1+1⁄8mi (Fast)        | 3着  | R.サンタナJr. | 3馬身      | Mr. Monomoy          | [ 11 ] [ 12 ] |
| 2020.03.21 | フェアグラウンズ   | ルイジアナダービー   | G2 | D 1+3⁄16mi (Fast)       | 7着  | R.サンタナJr. | 10+1⁄2馬身 | Wells Bayou          | [ 13 ] [ 14 ] |
| 2020.10.22 | キーンランド       | 条件戦               |    | D 7f (Fast)             | 1着  | R.サンタナJr. | 7馬身      | (Trident Hit)        | [ 15 ] [ 16 ] |
| 2020.11.27 | チャーチルダウンズ | 条件戦               |    | D 7f (Fast)             | 1着  | R.サンタナJr. | 2+3⁄4馬身  | (Shashashakemeup)    | [ 17 ]        |
| 2021.01.23 | オークローンパーク | フィフスシーズンS    | L  | D 1mi (Fast)            | 1着  | R.サンタナJr. | ハナ       | (Hunka Burning Love) | [ 18 ]        |
| 2021.03.13 | オークローンパーク | エセックスH          | L  | D 1+1⁄16mi (Fast)       | 1着  | R.サンタナJr. | クビ       | (Rated R Superstar)  | [ 19 ]        |
| 2021.04.17 | オークローンパーク | オークローンH        | G2 | D 1+1⁄8mi (Fast)        | 1着  | R.サンタナJr. | 1⁄2馬身    | (Fearless)           | [ 20 ] [ 21 ] |
| 2021.06.05 | ベルモントパーク   | メトロポリタンH      | G1 | D 1mi (Fast)            | 1着  | R.サンタナJr. | 1馬身      | (By My Standards)    | [ 23 ] [ 24 ] |
| 2021.08.07 | サラトガ           | ホイットニーS        | G1 | D 1+1⁄8mi (Fast)        | 3着  | R.サンタナJr. | 6+1⁄4馬身  | Knicks Go            | [ 27 ] [ 28 ] |
| 2021.09.25 | パークスレーシング | パークスダートマイル | L  | D 1mi (Fast)            | 2着  | R.サンタナJr. | アタマ     | Mind Control         | [ 30 ] [ 31 ] |
| 2021.11.06 | デルマー           | BCダートマイル       | G1 | D 1mi (Fast)            | 5着  | R.サンタナJr. | 8+1⁄2馬身  | Life Is Good         | [ 32 ] [ 33 ] |

- 競走名の S はステークスの、H はハンデキャップの、BC はブリーダーズカップの略。

## 血統表
| Silver Stateの血統         | Silver Stateの血統                                         | Silver Stateの血統                                         | （血統表の出典）                                           | （血統表の出典） |
| 父系                       | ダンジグ系                                                 | ダンジグ系                                                 | ダンジグ系                                                 | [ § 2 ]          |
| 父 *ハードスパン 鹿毛 2004 | 父の父Danzig 鹿毛 1977                                     | Northern Dancer                                            | Nearctic                                                   | Nearctic         |
| 父 *ハードスパン 鹿毛 2004 | 父の父Danzig 鹿毛 1977                                     | Northern Dancer                                            | Natalma                                                    |                  |
| 父 *ハードスパン 鹿毛 2004 | 父の父Danzig 鹿毛 1977                                     | Pas de Nom                                                 | Admiral's Voyage                                           | Admiral's Voyage |
| 父 *ハードスパン 鹿毛 2004 | 父の父Danzig 鹿毛 1977                                     | Pas de Nom                                                 | Petitioner                                                 |                  |
| 父 *ハードスパン 鹿毛 2004 | 父の母Turkish Tryst 栗毛 1991                              | Turkoman                                                   | Alydar                                                     | Alydar           |
| 父 *ハードスパン 鹿毛 2004 | 父の母Turkish Tryst 栗毛 1991                              | Turkoman                                                   | Taba                                                       |                  |
| 父 *ハードスパン 鹿毛 2004 | 父の母Turkish Tryst 栗毛 1991                              | Darbyvail                                                  | Roberto                                                    | Roberto          |
| 父 *ハードスパン 鹿毛 2004 | 父の母Turkish Tryst 栗毛 1991                              | Darbyvail                                                  | Luiana                                                     |                  |
| 母 Supreme 黒鹿毛 2007     | 母の父*エンパイアメーカー 黒鹿毛 2000                      | Unbridled                                                  | Fappiano                                                   | Fappiano         |
| 母 Supreme 黒鹿毛 2007     | 母の父*エンパイアメーカー 黒鹿毛 2000                      | Unbridled                                                  | Gana Facil                                                 |                  |
| 母 Supreme 黒鹿毛 2007     | 母の父*エンパイアメーカー 黒鹿毛 2000                      | Toussaud                                                   | El Gran Senor                                              | El Gran Senor    |
| 母 Supreme 黒鹿毛 2007     | 母の父*エンパイアメーカー 黒鹿毛 2000                      | Toussaud                                                   | Image of Reality                                           |                  |
| 母 Supreme 黒鹿毛 2007     | 母の母Mon Belle 鹿毛 2002                                  | Maria's Mon                                                | Wavering Monarch                                           | Wavering Monarch |
| 母 Supreme 黒鹿毛 2007     | 母の母Mon Belle 鹿毛 2002                                  | Maria's Mon                                                | Carlotta Maria                                             |                  |
| 母 Supreme 黒鹿毛 2007     | 母の母Mon Belle 鹿毛 2002                                  | Regal Band                                                 | Dixieland Band                                             | Dixieland Band   |
| 母 Supreme 黒鹿毛 2007     | 母の母Mon Belle 鹿毛 2002                                  | Regal Band                                                 | *リーガルロベルタ                                          |                  |
| 母系(F-No.)                | 4号族(FN:4-r)                                              | 4号族(FN:4-r)                                              | 4号族(FN:4-r)                                              | [ § 3 ]          |
| 5代内の近親交配            | Northern Dancer: S3×M5×M5 = 18.75%, Roberto: S4×M5 = 9.38% | Northern Dancer: S3×M5×M5 = 18.75%, Roberto: S4×M5 = 9.38% | Northern Dancer: S3×M5×M5 = 18.75%, Roberto: S4×M5 = 9.38% | [ § 4 ]          |
| 出典                       | 1. 2. 3. 4.                                                | 1. 2. 3. 4.                                                | 1. 2. 3. 4.                                                | 1. 2. 3. 4.      |